# Trojden I van Czersk
Trojden I van Czersk ook bekend als Trojden I van Mazovië (circa 1284/1286 - 13 maart 1341) was vanaf 1310 hertog van Czersk en vanaf 1313 van de Mazovische districten Warschau en Liw. Hij behoorde tot het huis Piasten.

## Levensloop
Trojden I was de tweede zoon van hertog Bolesław II van Mazovië en Gaudemunda van Litouwen, dochter van grootvorst Traidenis. In 1310 kreeg hij nog voor het overlijden van zijn vader het district Czersk toegewezen.
Toen Bolesław II in 1313 overleed, werd het hertogdom Mazovië verdeeld tussen Trojden I en zijn broers Ziemovit II en Wenceslaus. Hierbij behield Trojden I het oostelijke deel van Mazovië: meer bepaald de districten Warschau en Liw. Deze verdeling beviel echter niet alle broers en in 1316 kwam het zelfs tot een korte oorlog tussen de drie broers. De exacte omstandigheden van dit conflict zijn echter niet bekend.
Oorspronkelijk onderhield Trojden uitstekende relaties met koning Wladislaus de Korte van Polen. Het was dankzij diens interventie dat hij in 1309/1310 kon huwen met Maria van Galicië, dochter van koning Joeri I van Galicië. Het was ook dankzij de alliantie met Wladislaus de Korte dat hij na het uitsterven van het huis Ruriken in Galicië zijn oudste zoon Bolesław George II in 1323 tot koning van Galicië-Wolynië kon laten benoemen. 
De agressieve politiek van Wladislaus de Korte (die alle Poolse en Mazovische gebieden wilde herenigen) betekende een grote bedreiging voor Trojden en zijn broers, vooral toen Wladislaus het district Płock plunderde als straf voor de alliantie die Trojdens jongste broer Wenceslaus had afgesloten met de Duitse Orde. Trojden en Ziemovit II reageerden hierop door op 2 januari 1326 in Brodnica ook een alliantie met de Duitse Orde te sluiten. Dit leidde zelfs tot een kort conflict met het koninkrijk Polen en het grootvorstendom Litouwen, de bondgenoot van Polen.
De volgende jaren probeerden Trojden en zijn broers verder te manoeuvreren tussen het koninkrijk Polen en de Duitse Orde. Zo gaven de drie hertogen van Mazovië Wladislaus de Korte in 1329 militaire steun, maar in 1334 waren ze alweer bondgenoten van de Duitse Orde. Vanaf 1339 stond Trojden weer close bij het koninkrijk Polen, dat inmiddels bestuurd werd door koning Casimir III.
In 1340 werd zijn zoon Bolesław II George door eigen getrouwen vergiftigd. Hierdoor kon Trojden aanspraken maken op het koninkrijk Galicië-Wolynië, maar hij besloot deze aanspraken voor een grote som geld aan Casimir III van Polen te verkopen. Een jaar later, in maart 1341, overleed hij. Trojden werd begraven in het inmiddels verwoeste dominicanenklooster van Warka. In 1859 werden zijn stoffelijke resten als manifestatie van het groeiende Poolse nationalisme overgebracht naar de kerk van Warka.

## Huwelijk en nakomelingen
Rond 1309-1310 huwde Trojden met Maria van Galicië (1293-1341), dochter van koning Joeri I van Galicië. Ze kregen vier kinderen:
- Bolesław George II (1310-1340), onder de naam Joeri II koning van Galicië
- Euphemia (1312-1374), huwde in 1321 met hertog Casimir I van Teschen
- Ziemovit III (1316-1381), hertog van Mazovië
- Casimir I (1329-1355), hertog van Warschau